# Diatenes igneipicta
Diatenes igneipicta är en fjärilsart som beskrevs av Oswald Beltram Lower 1902. Diatenes igneipicta ingår i släktet Diatenes och familjen nattflyn. Inga underarter finns listade i Catalogue of Life.